# Iglesia Vieja, Guerrero
Iglesia Vieja är en ort i Mexiko.   Den ligger i kommunen Apaxtla och delstaten Guerrero, i den södra delen av landet, 170 km sydväst om huvudstaden Mexico City. Iglesia Vieja ligger 1 456 meter över havet och antalet invånare är 216.
Terrängen runt Iglesia Vieja är huvudsakligen kuperad. Iglesia Vieja ligger uppe på en höjd. Runt Iglesia Vieja är det glesbefolkat, med 16 invånare per kvadratkilometer. Närmaste större samhälle är Apaxtla de Castrejón, 4,9 km väster om Iglesia Vieja. I omgivningarna runt Iglesia Vieja växer huvudsakligen savannskog.